# مكلارين بي 1
مكلارين بي 1 SS هي سيارة رياضية من الفئة الهجين. تم الكشف عن السيارة في أواخر عام 2012 والإعلان أن عدد السيارات التي سيتم صنعها لن يتعدى 375 حفاظا على حصريتها. يبدأ سعر السيارة من 1100000 يورو وقد تم الإعلان أن جميع السيارات قد تم بيعها بالفعل معظمهم في الولايات المتحدة الأمريكية والشرق الأوسط وأوروبا، منهم 20 للإمارات وحدها./ جميع السيارات التي سيتم تصنيعها سيكون مقعد السائق بها في الشمال. بدأ خط الإنتاج في أكتوبر 2013 بفريق عمل مكون من 70 عامل فني متخصص وسيتم تصنيع سيارة واحدة في اليوم. وتم تسليم الوحدة الأولى في أكتوبر 2013 لعميل في أوروبا. تتيح الشركة لكل مشتر إمكانية مشاهدة سيارته الخاصة أثناء عملية تصنيعها.

## التصميم
تصميم السيارة مشابه جدا للأخت مكلارين إم بي 4 - 12 سي. كان هناك حرص شديد على تخفيف وزن السيارة واستخدام خطوط أكثر حدة في الشكل الخارجي. فقد تم تقليل سمك الحاجب الزجاج بملي واحد ليقل وزن السيارة الإجمالي بمقدار 3.5 كيلو. كما تم الإستغناء عن الطبقة النهائية من الراتينج المستخدمة في الفرش الداخلي لأنه مصنوع حصريا من ألياف الكربون مما ساهم في تقليل الوزن بما يقارب الكيلو ونصف وإعطائه ملمس أكثر طبيعية. وبلغ وزن السيارة 1395 كيلوغرام، ونسبة الوزن إلى القوة 6.47 حصان/كغم.
|  |  |

## المحرك ونظام نقل الحركة
المحرك، ورمزه لدى الشركة هو M383TQ، هو نسخة أقوى من ذاك الذي عرفناه مع طراز 12C، وهو بشكل V8 بسعة 3.8 ليتر مع شاحني تيربو، ولكنه هنا يولد قوة تبلغ 727 حصانا و719 نيوتن متر من عزم الدوران. هذا المحرك يدعمه محرك كهربائي بقوة 176 حصان وعزم دوران يبلغ 260 نيوتن متر، ليصل إجمالي قوة السيارة إلى 916 حصان وعزم الدوران المتوفر إلى 978 نيوتن متر.
المحرك الكهربائي يمكن التحكم بقوته يدويا من قبل السائق، أو ترك الأمر لوحدة تحكم إلكترونية لتعوض تأخير عمل التيربو (Turbo lag) مما يعطي السيارة فعليا قوة كاملة على مدار 7000 دورة/دقيقة. هذه القوة الكهربائية مخزنة في بطارية مكونة من 324 خلية ليثيوم-أيون، وبمكن شحنها خارجيا خلال ساعتين أو عبر محرك البنزين أثناء المسير. ويمكن قيادة السيارة بالاعتماد على المحرك الكهربائي لمسافة 10 كلم على الأقل.
القوة تنقل إلى العجلات الخلفية عبر علبة تروس من سبع نسب أمامية تعمل بنظام الكلتشين، وزودت السيارة بأنظمة مثل نظام تخفيف السحب (DRS: Drag Reduction System) كما في سيارات الفورميولا واحد، ونظام IPAS المشابه لنظام KERS في سيارات الفورميولا واحد، والذي يحرر طاقة المحرك الكهربائي عند الضغط على زر في المقود.

## أرقام الأداء
السيارة تتسارع من 0-100 كلم/س في 2.8 ثانية، وإلى 200 كلم/س في 6.8 ثانية، وإلى 300 كلم/س في 16.5 ثانية، وتبلغ سرعتها القصوى المحددة إلكترونيا 350 كلم/س. وبلغ وزن السيارة 1395 كيلوغرام، ونسبة الوزن إلى القوة 6.47 حصان/كغم. وهي مزودة بمكابح مصنوعة من خليط الكربون والسيراميك، وتحتاج إلى 6.2 ثانية و246 متر للتوقف الكامل من سرعة 300 كلم/س. كما حققت السيارة توقيتا يقل عن سبع دقائق للدوران حول حلبة نوربورغرينغ، إلا أن الشركة لم تعلن عن التوقيت الرسمي.

## ظهورها في وسائل الإعلام

### ألعاب الفيديو جيم
مكلارين بي 1 هي سيارة رئيسية في لعبة فورزا 5 (Forza 5). تظهر السيارة في العديد من إعلانات اللعبة مع شقيقتيها مكلارين إف 1 ومكلارين إم بي 4 - 12 سي. كما أنها مستخدمة في الغلاف الرئيسي للعبة. وتظهر السيارة أيضا في لعبة «حاجة إلى السرعة: خصوم»(Need For Speed: Rivals) وستكون متاحة للاعبين الذين يتخدون دور متسابق فقط (يمكن اللعب كمتسابق أو كشرطي).

### أفلام
سوف تظهر نسخة خاصة من السيارة في فيلم «حاجة إلى السرعة» (Need For Speed) الجاري تصويره حاليا والمزمع عرضه في عام 2014.

## وصلات خارجية
- معلومات عن المكلارين P1 نسخة محفوظة 23 أغسطس 2017 على موقع واي باك مشين.
- معلومات عن شركة مكلارين
- معلومات عن المكلارين 650S